# Francesco Dini
Pietro Francesco Dini, nei testi in latino anche come Francisci Dyni Licinianensis, Franciscus Dinus e Francisco Dyno (Lucignano, 19 aprile 1661 – 1735 circa), è stato un abate, giurista e storico italiano.

## Biografia
Le scarne notizie biografiche si desumono, prevalentemente, dalle sue opere, buona parte delle quali sono state pubblicate all'inizio del Settecento. In particolare, dalle sue Poesie edite a Venezia nel 1701 (e ristampate nel 1720) come aggiunta alle opere liriche del conte Fulvio Testi, si apprende che, di famiglia senese, ebbe importanti incarichi nelle Ruote penali di Bologna e Genova, svolgendo in precedenza attività di avvocato e di magistrato fra l'altro come uditore generale del Governo a Rieti, Perugia e a Monaco, nonché come pretore a Norcia.
Nonostante la fama gli derivasse come giureconsulto, testimoniata anche da numerosi trattati, si fece conoscere con un'opera prima sulle antichità etrusche, pubblicata a Senigallia nel 1696. Essa, tuttavia, fu fatta stampare da un suo collega giudice, senza una diretta sorveglianza dell'autore, il quale, impegnato nei suoi incarichi di magistratura, sottolineò come fosse uscita incompleta e piena di errori.
La sua tesi più nota, e più criticata, è però del 1704, quando, con la pubblicazione della storia dell'origine della famiglia di Mecenate, sostenne che questi fosse nato a Lucignano, suscitando peraltro la sprezzante ironia di Apostolo Zeno, che definì il trattato un «libraccio». Inoltre, con la dissertazione Ars poetica del 1713, si rese interprete di un duro attacco al dramma pastorale Aminta del Tasso: fu, per questo, tacciato - da un altro scrittore ecclesiastico - di avere uno «stile da forense barbaro».
In generale, il suo disimpegno tra erudizione, letteratura, storia antica e diritto, disciplina quest'ultima in cui fu più rinomato, non riscosse molte simpatie, stando, almeno, al giudizio del Muratori, che, in una lettera del 27 gennaio 1713, ne scrisse nei termini seguenti: «L'avvocato Dini è un buon uomo, che ha voluto metter mano in varie discipline, ma con poca fortuna».

## Opere

### Erudite
- (LA) Francesco Dini, Antiquitatum Etruriae, seu De situ Clanarum fragmenta historica, Senogalliae, apud Franciscum Antonium Percimineum, 1696.
  - Riedito in:  Johann Georg Graeve (a cura di), Thesaurus antiquitatum et historiarum Italiae, Neapolis, Siciliae, Sardiniae, Corsicae, Melitae, atque adjacentium terrarum insularumque, VIII, 1, Lugduni Batavorum, excudit Petrus van der Aa, 1723.
- (LA) Francesco Dini, Dissertatio historico critica de translatione et collocatione corporis s. Bartholomaei a Romae in Insula Lycaonia, seu Vindiciae Breviarii Romani adversus dissertationes episcopi Mascambruni, agitur incidenter de translatione corporis s. Benedicti in Galliam, et de monachatu d. Gregorii papae, Venetiis, Typis Dominici Lovisae, 1701.
- (LA) Francesco Dini, De antiquitatitubus Umbrorum Thuscorumque sede, ac imperio deque camerio, ac camertibus a Sylla excisis dissertatio historica, Venetiis, ex typographia Petri Pinelli, 1701.
  - Riedito in:  Johann Georg Graeve (a cura di), Thesaurus antiquitatum et historiarum Italiae, Neapolis, Siciliae, Sardiniae, Corsicae, Melitae, atque adjacentium terrarum insularumque, VIII, 1, Lugduni Batavorum, excudit Petrus van der Aa, 1723.
- (LA) Francesco Dini, Vindiciae Martyrologii ac Breviarii Romani in tres dissertationes discretae adversus Danielem Papebrochium, Venetiis, typis Dominici Lovisae, 1701.
- Francesco Dini, Dell'origine della famiglia, patria, e azzioni di Caio Mecenate gran capitano. Con la celebre difesa di Mecenate da varie imposture di Seneca, Lovita, Venezia 1704.
- (LA) Francesco Dini, Brevis dissertatio pro defensione actorum SS. Florae, et Lucillae cum responsione ad cardinalem Baronium, Lucae, typis Sebastiani Dominici Cappuri, 1723.

### Giuridiche
- Decisiones selectissimae, typis Lovisae, Venetiis 1704.
- Decisiones criminales selectissimae auditoris camerae, S. consultae, et legationis romandiolae, typis Venturini, Lucae 1713
- Decisiones rotae Bononiensis, tipys Venturini, Lucae 1714.
- Decisio Rotae criminalis in Genuen homicidij, s.e., Genuae 1716.
- Decisio Rotae criminalis in Genuen praetensae offensionis causa litis, ex typ. Scionici, Genuae 1716.
- Decisiones criminales supremorum tribunalium selectissimae, typis Borzaghi, Bononiae 1717.
- Motiva dissensus in Genuen uxoricidii, typis Ciuffetti, Lucae 1718.
- Motivi del dissenso nella Genuen praescriptionis, stamp. Franchelli, Genova 1718.

### Poetiche
- Carmina varia, aggiunti a Publio Ovidio Nasone, Fastorum lib. 6. Tristium lib. 5. De Ponto lib. 6, tipus Lovisae, Venetiis 1701.
- Fastorum variorumque carminum , typis Lovisae, Venetiis 1701
- Poesie liriche, aggiunte a Poesie liriche del conte d. Fulvio Testi, Lovita, Venezia 1701.
- Ars poetica in pluribus dissertationibus comicas, pastoritias, tragicas, tragicocomicas, typis Venturini, Lucae 1713.